# Šport u 1901.
◄◄ | ◄ | 1898. | 1899. | 1900. | 1901.  | 1902. | 1903. | 1904. | ► | ►►
Arhitektura • Astronomija • Biologija • Film • Fotografija • Glazba • Kazalište • Kemija • Kiparstvo • Knjige • Književnost • Kršćanstvo • Meteorologija • Medicina • Planinarstvo • Politika • Pravo • Promet • Slikarstvo • Strip • Šport • Televizija • Znanost • Zrakoplovstvo • Željeznički promet
Šport u 1901.

## Svijet

### Osnivanja
- KV Kortrijk, belgijski nogometni klub
- Stade Rennais FC, francuski nogometni klub

## Hrvatska i u Hrvata

### Rođenja
- 19. rujna – Rudolf Matz, hrvatski violončelist, skladatelj, dirigent, glazbeni pedagog i atletičar

## Vanjske poveznice
|  | Zajednički poslužitelj ima još gradiva o temi Šport u 1901. |